# Gerhard Wilhelm Amandus Lempelius
Gerhard Wilhelm Amandus Lempelius (* 25. Dezember 1761 in Kiel; † 4. Februar 1846 in Kotzenbüll) war ein deutscher lutherischer Geistlicher, Lehrer und Schriftsteller.

## Leben
Lempelius immatrikulierte sich 1779 an der Universität Kiel, an der er sich dem Studium der Theologie widmete. 1784 erhielt er an der Domschule Schleswig die Stelle als Konrektor. 1786 bestand er das Predigeramtsexamen, blieb jedoch zunächst in Schleswig im Lehramt. Erst 1793 wandte er sich dem Predigeramt zu. Von der Gemeinde Kotzenbüll wurde er 1793 zum Prediger an der Nikolaikirche gewählt. Er blieb bis zu seinem Tod in diesem Amt, auch nachdem er 1838 erblindet war. In dieser Zeit wurde ihm ein Adjunkt an die Seite gestellt.
Lempelius war von 1802 bis 1804 über drei Jahrgänge Mitredakteur sowie 1805 Redakteur des Dithmarscher und Eiderstedter Bote, zu dem er auch regelmäßig selbst Schriften beitrug. Neben Gedichten, Predigten und Prosa verfasste er landwirtschaftliche Schriften, die unter anderem in den Landwirthschaftlichen Heften 1822 publiziert wurden.

## Werke (Auswahl)
- (Hrsg.): C. Cornelii Taciti Opera cum scholiis in utilitatem iuvenum edidit, Boje, Schleswig und Leipzig 1791.
- Sarkasmen von Jacob Christian Bie. Aus einer dänischen Originalhandschrift übersezt, Hammerich, Adrianopel [i.e. Altona] 1792.
- Gedichte, Bade und Fischer, Friedrichstadt 1802.
- Der Kaland, Bade und Fischer, Friedrichstadt 1805.